# Arctic Umiaq Line

Ilulissat-Narsaq kuststräcka hos Arctic Umiaq

Arctic Umiaq Line a/s eller Arctic Umiaq (AUL) är en passagerar- och fraktfärjelinje som går längs Grönlands västkust. Linjen grundades 1774 under namnet Den Kongelige Grønlandske Handel. Företaget driver ett fartyg längs kusten mellan Ilulissat och Narsaq längs Grönlands västra och sydvästra kust. Företaget är ett dotterbolag till Air Greenland och Royal Arctic Line. Företagsnamnet kommer av det grönländska namnet för en traditionell inuitbåt, umiaq. Färjelinjen är en nödvändig livslina för orterna längs Grönlands västkust, särskilt för frakt. Passagerartrafik sker i Grönland huvudsakligen med flyg.

## Fartyg
Företaget har bara ett fartyg, M/S Sarfaq Ittuk. Det byggdes 1992 och renoverades och uppgraderades år 2000.. M/S Sarpik Ittuk, som tidigare trafikerade Diskobukten och Uummannaq, såldes 2006 till Nova Cruising i Bahamas.

## Hamnar
- Ilulissat
- Aasiaat
- Sisimiut
- Kangaamiut
- Maniitsoq
- Nuuk
- Qeqertarsuatsiaat
- Paamiut
- Arsuk
- Qaqortoq
- Narsaq (endast under sommaren)
- Narsarsuaq (endast under sommaren)

Enkel resa längs hela sträckan tar på sommaren ungefär 75 timmar, inklusive tvåtimmarsstoppet i Nuuk. Det är en avgång i veckan per stopp och riktning.